# آرمن شیتانیان
آرمن شیتانیان (ارمنی غربی: Արմէն Շիտանեան؛  زادهٔ ۱۸۷۰ - درگذشته ۱۹۳۲) نویسنده، رمان‌نویس و نمایش‌نامه‌نویس اهل ارمنستان بود.

## زندگی‌نامه
وی در ۱۸۷۰ در روستای آلیوار (Aliwar) نزدیک دریاچه وان به دنیا آمد . در آموزشگاه ارمنی گتروناگان کنستانتینوپل تحصیل کرد. در جریان قتل‌عام ارمنی‌ها در اواسط دهه ۱۸۹۰ به بلغارستان گریخت و در پلوودیف و بورگاس تدریس کرد. وی در ۱۹۳۲ در سن ۶۲ سالگی در وارنا درگذشت.